# فرودگاه شهری د لیان
فرودگاه شهری د لیان (به انگلیسی: De Leon Municipal Airport) یک فرودگاه همگانی بهره‌برداری هوایی است که یک باند فرود آسفالت دارد و طول باند آن ۷۳۲ متر است. این فرودگاه در شهر د لئون، تگزاس کشور ایالات متحده آمریکا قرار دارد و در ارتفاع ۳۹۴ متری از سطح دریا واقع شده‌است.